# Ecliptopera capitata
Espèce
La Cidarie de la Balsamine ou Cidarie à tête jaune, Ecliptopera capitata, est une espèce de lépidoptères (papillons) de la famille des Geometridae, de la sous-famille des Larentiinae.

## Description
La longueur de ses ailes antérieures est de 11 à 13 mm.

## Distribution
Eurasiatique, on le trouve en Europe surtout centrale et orientale puis en Asie à travers la Sibérie jusqu'au Japon. Il est absent des îles Britanniques. En France, il est confiné à de rares stations du nord-est : Gaume, Vosges, Alsace ; aussi dans les Alpes, Pyrénées, Massif central.

## Écologie
L'imago vole de mai à septembre en une génération (seconde génération partielle), dans des sites frais, humides, au bord de ruisseaux, dans des clairières de forêts sans s'éloigner de la plante hôte de sa chenille : la balsamine des bois (Impatiens noli-tangere).
La chrysalide hiverne.